# Fred Dretske
Frederick Irwin Dretske (Waukegan, 9 de diciembre de 1932 - 24 de julio de 2013) fue un filósofo estadounidense, conocido por sus contribuciones a la epistemología y la filosofía de la mente. Su trabajo posterior se centró en la experiencia del consciente y autoconocimiento. Además, fue galardonado con el Premio Jean Nicod en 1994. Dretske recibió su doctorado de la Universidad de Minnesota y enseñó durante varios años en la Universidad de Wisconsin-Madison antes de trasladarse a la Universidad Stanford. Después de retirarse de Stanford, se trasladó a la Universidad de Duke, donde fue becario investigador principal en la filosofía hasta su muerte en 2013.

## Publicación selecta
- 1969, Seeing and Knowing, Chicago: The University of Chicago Press. ISBN 0-7100-6213-3
- 1981, Knowledge and the Flow of Information, Cambridge, Mass. The MIT Press. ISBN 0-262-04063-8
- 1988, Explaining Behavior: Reasons in a World of Causes, Cambridge, Mass. The MIT Press. ISBN 0-262-04094-8
- 1995, Naturalizing the Mind, Cambridge, Mass.: The MIT Press. ISBN 0-262-04149-9
- 2000, Perception, Knowledge and Belief, Cambridge: Cambridge University Press. ISBN 0-521-77742-9